# Dragan Glamočić
Dragan Glamočić, cyr. Драган Гламочић (ur. 4 października 1968 w Futogu) – serbski agronom, nauczyciel akademicki i polityk, profesor, w latach 2013–2014 i od 2025 minister rolnictwa.

## Życiorys
W 1992 ukończył studia na wydziale rolniczym Uniwersytetu w Nowym Sadzie na kierunku hodowla zwierząt, w 1995 na tymże wydziale obronił pracę magisterską, a w 1999 doktorat (na podstawie pracy zatytułowanej Razvoj novog matematičkog modela za predviđanje konzumiranja suve materije u ishrani krava holštajn rase). W 1996 podjął pracę naukową na tym wydziale, w 1999 został docentem, w 2004 profesorem nadzwyczajnym, a w 2009 profesorem zwyczajnym. W 2012 został prodziekanem tego wydziału. Członek American Dairy Science Association, autor dwóch oprogramowań komputerowych. Opublikował ponad 150 prac w czasopismach krajowych i zagranicznych. Przez rok kształcił się nadto na Ohio State University.
W sierpniu 2013 został zarekomendowany przez Serbską Partię Postępową na stanowisko ministra rolnictwa, leśnictwa i gospodarki wodnej w rządzie Ivicy Dačicia, które objął 2 września 2013. Pełnił tę funkcję do 27 kwietnia 2014, kiedy zaprzysiężony został rząd Aleksandara Vučicia, w którym zajmowane dotąd przez niego stanowisko objęła Snežana Bogosavljević Bošković. Pozostał jednak w administracji rządowej jako doradca nowego premiera do spraw rolnictwa.
W 2024 powołany na doradcę prezydenta Aleksandara Vučicia do spraw rolnictwa. W kwietniu 2025 został ministrem rolnictwa, leśnictwa i gospodarki wodnej w gabinecie Đura Macuta.

## Życie prywatne
Żonaty, ma troje dzieci. Oprócz ojczystego języka serbskiego posługuje się także angielskim i rosyjskim.